# 요코하마 아카렌가 창고

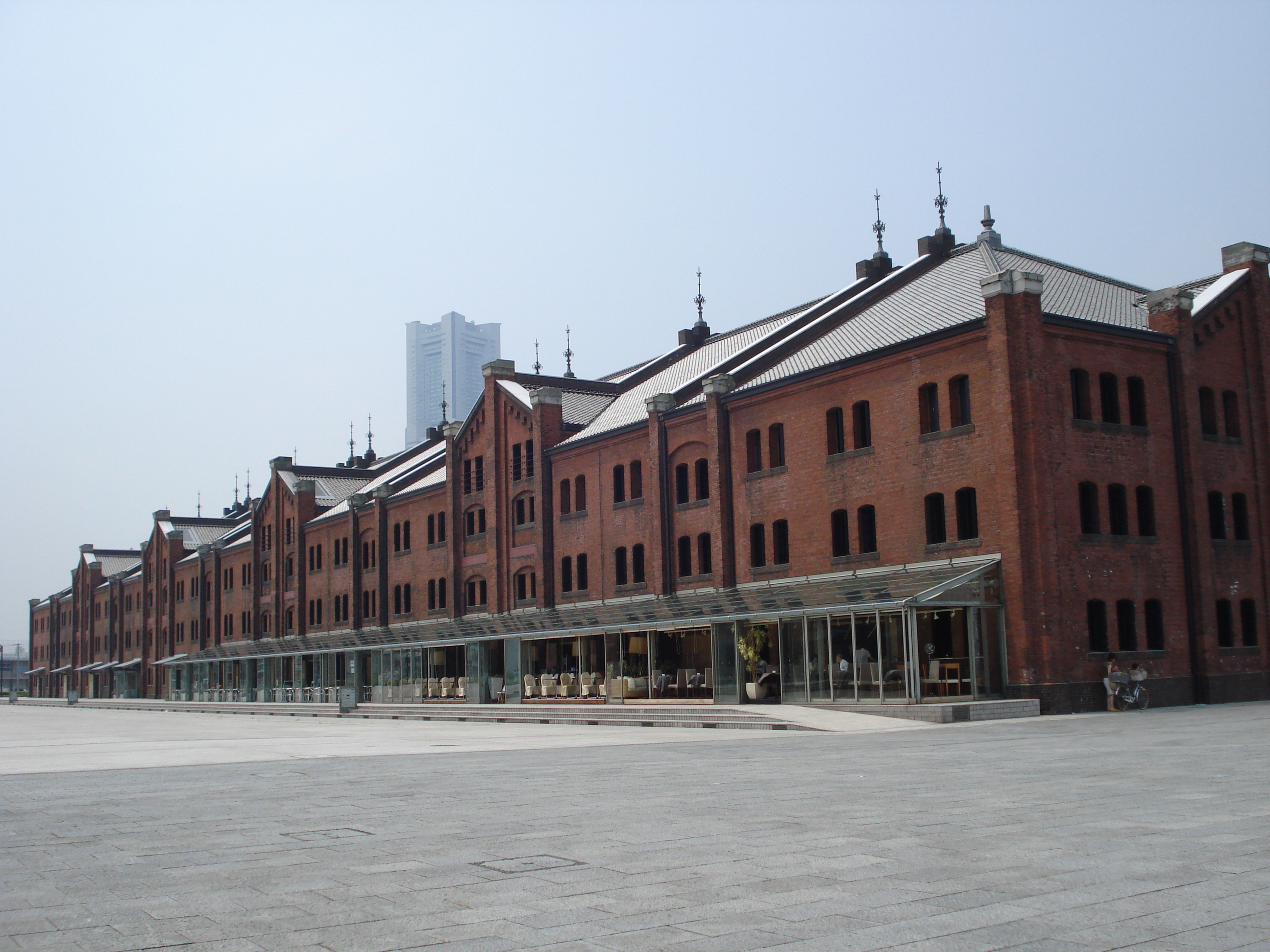
요코하마 아카렌가 창고

요코하마 아카렌가 창고(일본어: 横浜赤レンガ倉庫)는 일본 가나가와현에 있는 역사적 건축물로, 건설 당시에는 해상 무역을 통해 오가던 화물을 보관하는 창고에 불과했지만, 현재에는 노스탤지어의 상징으로 각광받고 있다. 아카렌가소코는 1911년에 준공된 2호관과 1913년에 준공된 1호관이 있는데, 1호관은 갤러리와 홀 등의 문화 시설로 이용되며, 2호관은 라이브 레스토랑과 비어 레스토랑을 비롯해 여러 가게가 있다.